# Nakamura Atsutaka
Nakamura Atsutaka (中村 充孝 Nakamura Atsutaka, sinh ngày 13 tháng 9 năm 1990 ở Ōsaka) là một cầu thủ bóng đá người Nhật Bản thi đấu cho Kashima Antlers.

## Thống kê sự nghiệp

### Câu lạc bộ
Cập nhật đến ngày 23 tháng 2 năm 2018.
| Câu lạc bộ          | Mùa giải            | Giải vô địch | Giải vô địch | Cúp Hoàng đế Nhật Bản | Cúp Hoàng đế Nhật Bản | J. League Cup | J. League Cup | AFC     | AFC       | Khác1   | Khác1     | Tổng    | Tổng      |
| Câu lạc bộ          | Mùa giải            | Số trận      | Bàn thắng    | Số trận               | Bàn thắng             | Số trận       | Bàn thắng     | Số trận | Bàn thắng | Số trận | Bàn thắng | Số trận | Bàn thắng |
| ------------------- | ------------------- | ------------ | ------------ | --------------------- | --------------------- | ------------- | ------------- | ------- | --------- | ------- | --------- | ------- | --------- |
| Kyoto Sanga         | 2009                | 3            | 0            | 0                     | 0                     | 1             | 0             | –       | –         | –       | –         | 4       | 0         |
| Kyoto Sanga         | 2010                | 18           | 1            | 1                     | 0                     | 0             | 0             | –       | –         | –       | –         | 19      | 1         |
| Kyoto Sanga         | 2011                | 25           | 3            | 6                     | 1                     | –             | –             | –       | –         | –       | –         | 31      | 4         |
| Kyoto Sanga         | 2012                | 41           | 14           | 2                     | 1                     | –             | –             | –       | –         | 1       | 0         | 44      | 15        |
| Kashima Antlers     | 2013                | 16           | 3            | 2                     | 0                     | 6             | 0             | –       | –         | 1       | 0         | 25      | 3         |
| Kashima Antlers     | 2014                | 14           | 2            | 1                     | 0                     | 1             | 0             | –       | –         | –       | –         | 16      | 2         |
| Kashima Antlers     | 2015                | 17           | 2            | 0                     | 0                     | 4             | 1             | 3       | 0         | –       | –         | 24      | 3         |
| Kashima Antlers     | 2016                | 17           | 3            | 2                     | 0                     | 3             | 0             | –       | –         | 5       | 0         | 27      | 3         |
| Kashima Antlers     | 2017                | 20           | 1            | 3                     | 1                     | 2             | 0             | 4       | 0         | –       | –         | 29      | 2         |
| Tổng cộng sự nghiệp | Tổng cộng sự nghiệp | 151          | 29           | 17                    | 3                     | 17            | 1             | 7       | 0         | 7       | 0         | 199     | 33        |

1Bao gồm Promotion Playoffs, Giải bóng đá vô địch Suruga Bank, J. League Championship và Giải bóng đá Cúp câu lạc bộ thế giới.

## Danh hiệu

### Câu lạc bộ
Kyoto Sanga
- Cúp Hoàng đế Nhật Bản Á quân: 2011

Kashima Antlers
- J1 League (1): 2016
- Cúp Hoàng đế Nhật Bản (1): 2016
- J. League Cup (1): 2015
- Siêu cúp Nhật Bản (1): 2017
- Giải bóng đá vô địch Suruga Bank (1): 2013